# Eva Acking
Eva Acking, född 1943 i Stockholm, är en svensk konstnär. Hon är dotter till arkitekten och formgivaren Carl-Axel Acking (1910–2001).
Acking studerade konst vid Kunstgewerbeschule i Zürich 1963–1964 och vid Konstfackskolan i Stockholm 1964–1965, samt vid Art Decorative i Nice 1966 och vid École nationale supérieure des Beaux-Arts i Paris 1966–1968. Separat har hon ställt ut i ett flertal skånska städer och i Stockholm, och hon har medverkat i ett stort antal samlingsutställningar i Sverige, Danmark, Tyskland och Spanien. Bland hennes offentliga arbeten märks utsmyckningen för Hotell Malmen i Stockholm. Acking är representerad vid Ystads konstmuseum, Kristianstads museum och ett flertal svenska landsting och kommuner. Hennes verk finns också utställda i Norge, bland annat vid KODE, ett norskt konst-, design- och personhistoriskt museum i Bergen.